# Cyprinella alvarezdelvillari
Cyprinella alvarezdelvillari (tên tiếng Anh là Tepehuan Shiner) là một loài cá vây tia thuộc họ Cyprinidae.
Loài này chỉ có ở México.